# Punuare
Punuare är en ort i Honduras.   Den ligger i departementet Departamento de Olancho, i den centrala delen av landet, 150 km nordost om huvudstaden Tegucigalpa. Punuare ligger 323 meter över havet och antalet invånare är 1 905.
Terrängen runt Punuare är varierad. Runt Punuare är det glesbefolkat, med 15 invånare per kvadratkilometer. Närmaste större samhälle är Catacamas, 15,2 km nordost om Punuare. Omgivningarna runt Punuare är en mosaik av jordbruksmark och naturlig växtlighet.